# Тоня Вербік
Тоня Вербік  (англ. Tonya Verbeek, 14 серпня 1977) — канадська борчиня, триразова олімпійська медалістка, триразова призерка Панамериканських ігор, триразова призерка чемпіонатів світу, дворазова переможниця Панамериканських чемпіонатів, призерка Ігор Співдружності.

## Спортивні результати на міжнародних змаганнях

### Виступи на Олімпіадах
| Змагання                    | Збірна | Вагова категорія          | Місце  |
| --------------------------- | ------ | ------------------------- | ------ |
| Літні Олімпійські ігри 2004 | Канада | жіноча боротьба, до 55 кг | Срібло |
| Літні Олімпійські ігри 2008 | Канада | жіноча боротьба, до 55 кг | Бронза |
| Літні Олімпійські ігри 2012 | Канада | жіноча боротьба, до 55 кг | Срібло |

### Виступи на Чемпіонатах світу
| Змагання                        | Збірна | Вагова категорія          | Місце  |
| ------------------------------- | ------ | ------------------------- | ------ |
| Чемпіонат світу з боротьби 1995 | Канада | жіноча боротьба, до 57 кг | 5      |
| Чемпіонат світу з боротьби 2005 | Канада | жіноча боротьба, до 55 кг | Бронза |
| Чемпіонат світу з боротьби 2006 | Канада | жіноча боротьба, до 55 кг | 11     |
| Чемпіонат світу з боротьби 2007 | Канада | жіноча боротьба, до 55 кг | 9      |
| Чемпіонат світу з боротьби 2009 | Канада | жіноча боротьба, до 55 кг | Бронза |
| Чемпіонат світу з боротьби 2010 | Канада | жіноча боротьба, до 59 кг | 5      |
| Чемпіонат світу з боротьби 2011 | Канада | жіноча боротьба, до 55 кг | Срібло |

### Виступи на Панамериканських чемпіонатах
| Змагання                                   | Збірна | Вагова категорія          | Місце  |
| ------------------------------------------ | ------ | ------------------------- | ------ |
| Панамериканський чемпіонат з боротьби 2003 | Канада | жіноча боротьба, до 55 кг | Золото |
| Панамериканський чемпіонат з боротьби 2008 | Канада | жіноча боротьба, до 55 кг | Золото |

### Виступи на Панамериканських іграх
| Змагання                  | Збірна | Вагова категорія          | Місце  |
| ------------------------- | ------ | ------------------------- | ------ |
| Панамериканські ігри 2003 | Канада | жіноча боротьба, до 55 кг | Срібло |
| Панамериканські ігри 2007 | Канада | жіноча боротьба, до 55 кг | Бронза |
| Панамериканські ігри 2011 | Канада | жіноча боротьба, до 55 кг | Срібло |

### Виступи на Кубках світу
| Змагання                    | Збірна | Вагова категорія          | Місце  |
| --------------------------- | ------ | ------------------------- | ------ |
| Кубок світу з боротьби 2002 | Канада | жіноча боротьба, до 55 кг | 5      |
| Кубок світу з боротьби 2003 | Канада | жіноча боротьба, до 55 кг | Срібло |
| Кубок світу з боротьби 2006 | Канада | жіноча боротьба, до 55 кг | Бронза |
| Кубок світу з боротьби 2009 | Канада | жіноча боротьба, до 55 кг | Срібло |
| Кубок світу з боротьби 2012 | Канада | жіноча боротьба, до 55 кг | Золото |

### Виступи на Іграх Співдружності
| Змагання                | Збірна | Вагова категорія          | Місце  |
| ----------------------- | ------ | ------------------------- | ------ |
| Ігри Співдружності 2010 | Канада | жіноча боротьба, до 59 кг | Срібло |

### Виступи на Чемпіонатах світу серед студентів
| Змагання                                        | Збірна | Вагова категорія          | Місце  |
| ----------------------------------------------- | ------ | ------------------------- | ------ |
| Чемпіонат світу з боротьби серед студентів 2002 | Канада | жіноча боротьба, до 55 кг | Бронза |
| Чемпіонат світу з боротьби серед студентів 2005 | Канада | жіноча боротьба, до 55 кг | Срібло |

### Виступи на інших змаганнях
| Змагання                                                     | Збірна | Вагова категорія          | Місце  |
| ------------------------------------------------------------ | ------ | ------------------------- | ------ |
| Austrian Ladies Open 2001                                    | Канада | жіноча боротьба, до 56 кг | Бронза |
| Manitoba Open 2002                                           | Канада | жіноча боротьба, до 55 кг | Бронза |
| Manitoba Open 2003                                           | Канада | жіноча боротьба, до 55 кг | Бронза |
| Klippan Lady Open 2003                                       | Канада | жіноча боротьба, до 55 кг | 4      |
| Гран-прі Німеччини з боротьби 2003                           | Канада | жіноча боротьба, до 55 кг | Золото |
| Austrian Ladies Open 2003                                    | Канада | жіноча боротьба, до 55 кг | Срібло |
| Тестовий турнір FILA 2004                                    | Канада | жіноча боротьба, до 55 кг | Срібло |
| Олімпійський кваліфікаційний турнір з боротьби 2004 (Туніс)  | Канада | жіноча боротьба, до 55 кг | 6      |
| Олімпійський кваліфікаційний турнір з боротьби 2004 (Мадрид) | Канада | жіноча боротьба, до 55 кг | Бронза |
| Austrian Ladies Open 2004                                    | Канада | жіноча боротьба, до 55 кг | Золото |
| Міжнародний меморіал Дейва Шульца 2006                       | Канада | жіноча боротьба, до 55 кг | Золото |
| Золотий Гран-прі з боротьби 2006                             | Канада | жіноча боротьба, до 55 кг | 4      |
| Міжнародний меморіал Дейва Шульца 2007                       | Канада | жіноча боротьба, до 59 кг | Золото |
| Гран-прі Німеччини з боротьби 2009                           | Канада | жіноча боротьба, до 55 кг | Золото |
| Міжнародний меморіал Дейва Шульца 2011                       | Канада | жіноча боротьба, до 55 кг | Золото |
| Гран-прі Німеччини з боротьби 2011                           | Канада | жіноча боротьба, до 55 кг | Золото |
| Гран-прі Іспанії з боротьби 2011                             | Канада | жіноча боротьба, до 55 кг | Золото |
| Міжнародний меморіал Дейва Шульца 2012                       | Канада | жіноча боротьба, до 55 кг | Золото |
| Київський Міжнародний турнір з боротьби 2012                 | Канада | жіноча боротьба, до 55 кг | Золото |
| Austrian Ladies Open 2012                                    | Канада | жіноча боротьба, до 55 кг | Золото |